# キャラ電
キャラ電（キャラでん）は、NTTドコモの第三世代携帯電話(FOMA)のテレビ電話機能で利用できる機能。

## 概要
一般的にテレビ電話は声のみならず、通話をする人の映像も送受信できることがその特徴であるが、キャラ電は、映像を携帯電話内蔵のカメラで撮影した映像ではなく、携帯電話に格納したキャラクターの映像を送受信して通話をすることが出来る機能である。キャラ電そのものの利用は無料であるが、利用するキャラクターのデータを事前に用意しておく必要があり、データによっては有料で提供されているものもある。
キャラクターにはいくつかの表情などが収録されており、通話中にキー操作でその表情を変化させることが出来る。これにより通話する人の分身のように利用することが可能である。キャラクターそのものは動画・静止画データのみならず、2Dや3Dのポリゴンを利用することも出来る。キャラ電は送信側のみで対応が必要であり、受信側ではキャラ電に対応していない、他キャリアの端末などが通話相手でも利用できる。

## 利用可能機種
原則として900iシリーズ以降発表のFOMA機種のすべてで利用できる。一部のLG製端末などでは利用できない。

## 歴史
- 2003年12月18日 900iシリーズの発表と同時に発表